# Daryna Verjohliad
Daryna Serhivna Verjohliad (en ucraniano: Дарина Сергіївна Верхогляд; Velika Oleksandrivka, 22 de febrero de 1992) es una deportista ucraniana que compite en remo.
Ganó seis medallas en el Campeonato Europeo de Remo entre los años 2016 y 2024. Además, obtuvo una medalla de bronce en el Campeonato Mundial de Remo de Mar de 2021.
Participó en los Juegos Olímpicos de Río de Janeiro 2016, ocupando el cuarto lugar en la prueba de cuatro scull.

## Palmarés internacional
| Campeonato Europeo | Campeonato Europeo     | Campeonato Europeo | Campeonato Europeo |
| Año                | Lugar                  | Medalla            | Prueba             |
| ------------------ | ---------------------- | ------------------ | ------------------ |
| 2016               | Brandeburgo (Alemania) | Medalla de bronce  | Cuatro scull       |
| 2018               | Glasgow (Reino Unido)  | Medalla de plata   | Cuatro scull       |
| 2019               | Lucerna (Suiza)        | Medalla de bronce  | Cuatro scull       |
| 2022               | Múnich (Alemania)      | Medalla de bronce  | Cuatro scull       |
| 2023               | Bled (Eslovenia)       | Medalla de oro     | Cuatro scull       |
| 2024               | Szeged (Hungría)       | Medalla de plata   | Cuatro scull       |